# Nuzéjouls
Nuzéjouls é uma comuna francesa na região administrativa de Occitânia, no departamento de Lot. Estende-se por uma área de 4,74 km². Em 2010 a comuna tinha 365 habitantes (densidade: 77 hab./km²).